# Герб Килемарского района
Герб муниципального образования «Килемарский муниципальный район» является официальным символом муниципального образования «Килемарский муниципальный район» Республики Марий Эл, представительского статуса, единства его территории и прав, исторического значения.
Герб утверждён 20 декабря 2005 года Решением Собрания депутатов муниципального образования «Килемарский муниципальный район».

## Описание герба
Положение о гербе содержит следующее описание герба:

В зелёном поле серебряное елеобразное острие, обремененное чёрным обращенным прямо и обернувшимся тетеревом, с червленым гребешком, стоящим на червленом луке c двумя скрещенными червлеными стрелами наконечниками вниз, острие сопровождается возникающими противообращенными, золотыми головами рысей с червлеными языками.

На официальной странице Администрации муниципального образования приводится следующее толкование символики герба:

Фигура тетерева в елеобразном острие выступает символом природных богатств Килемарского района и разнообразия флоры и фауны лесного края. Зелёный цвет поля щита подчеркивает развитие лесного и сельскохозяйственного производства района.
Лук со стрелами в лапах тетерева обозначает славные традиции охотничьего промысла, а также указывает на историческую территориальную преемственность по отношению к Козьмодемьянскому уезду, в который входила большая часть современного Килемарского района.
Рыси в гербе выступают в значении символов-оберегов нетронутых человеком уголков лесного края.

Основные цвета (тинктуры) герба:
- Серебряный (белый) цвет символизирует благородство и мудрость, высокие моральные и духовные помыслы;
- Зелёный цвет — символ весны, радости, надежды, здоровья, плодородия полей, изобилия, жизни, возрождения, цвет природы и леса;
- Золотой (жёлтый) цвет — символ высшей ценности, величия, богатства, верховенства, прочности, силы, великодушия, символ интуитивного прозрения, интеллекта, символ солнечного света, рассвета.